# Championnat de Colombie de football 1962
Navigation
Saison précédente Saison suivante
La saison 1962 du Championnat de Colombie de football est la quinzième édition du championnat de première division professionnelle en Colombie. Les douze meilleures équipes du pays sont regroupées au sein d'une poule unique, où elles s'affrontent quatre fois, deux fois à domicile et deux fois à l'extérieur. À l'issue de la compétition, il n'y a ni promotion, ni relégation.
C'est le CD Los Millonarios, tenant du titre, qui remporte à nouveau la compétition, après avoir terminé en tête du classement final, avec cinq points d'avance sur le Deportivo Cali et neuf sur le Deportivo Pereira. C'est le septième titre de champion de l'histoire du club.

## Les clubs participants
| - Independiente Santa Fe - CD Los Millonarios - Deportes Tolima - Atlético Bucaramanga - Once Caldas - Independiente Medellin | - Atlético Nacional - Deportivo Pereira - América de Cali - Cucuta Deportivo - Deportes Quindio - Deportivo Cali |

## Compétition
Le barème utilisé pour établir le classement est le suivant :
- Victoire : 2 points
- Match nul : 1 point
- Défaite : 0 point

### Classement
| Rang | Équipe                 | Pts | J  | G  | N  | P  | Bp  | Bc  | Diff |
| ---- | ---------------------- | --- | -- | -- | -- | -- | --- | --- | ---- |
| 1    | CD Los MillonariosT    | 62  | 44 | 25 | 12 | 7  | 96  | 44  | +52  |
| 2    | Deportivo Cali         | 57  | 44 | 25 | 7  | 12 | 104 | 61  | +43  |
| 3    | Deportivo Pereira      | 53  | 44 | 21 | 11 | 12 | 77  | 71  | +6   |
| 4    | América de Cali        | 52  | 44 | 20 | 12 | 12 | 72  | 54  | +18  |
| 5    | Once Caldas            | 52  | 44 | 22 | 8  | 14 | 84  | 59  | +25  |
| 6    | Independiente Medellín | 47  | 44 | 18 | 11 | 15 | 80  | 81  | -1   |
| 7    | Atlético Bucaramanga   | 42  | 44 | 16 | 10 | 18 | 65  | 66  | -1   |
| 8    | Cúcuta Deportivo       | 41  | 44 | 16 | 9  | 19 | 92  | 92  | 0    |
| 9    | Independiente Santa Fe | 39  | 44 | 15 | 9  | 20 | 69  | 84  | -15  |
| 10   | Atlético Nacional      | 29  | 44 | 10 | 9  | 25 | 56  | 96  | -40  |
| 11   | Deportes Tolima        | 29  | 44 | 9  | 11 | 24 | 47  | 83  | -36  |
| 12   | Deportes Quindío       | 25  | 44 | 6  | 13 | 25 | 51  | 102 | -51  |

|  | Qualification pour la Copa Libertadores 1963 |
|  | T: Tenant du titre                           |

## Bilan de la saison
| Championnat de Colombie de football 1962 |                               |
| Champion                                 | CD Los Millonarios (7e titre) |
| Qualifications continentales             |                               |
| Copa Libertadores 1963                   | CD Los Millonarios            |
| Promotions et relégations                |                               |
| Promus en Primera A                      | Aucun                         |
| Relégués en Primera B                    | Aucun                         |